# Kadre Gray
Kadre Gray (Toronto; 2 de noviembre de 1997) es un baloncestista canadiense que pertenece a la plantilla del GTK Gliwice de la PLK, la primera división del baloncesto polaco. Con una altura de 1,85 metros, puede jugar de base o escolta.

## Trayectoria
Formado en la Laurentian University con sede en Greater Sudbury, Ontario, en la que destacó académica y deportivamente como uno de los alumnos más brillantes desde su ingreso en 2016. Fue el máximo anotador de la competición universitaria canadiense durante tres temporadas consecutivas y obtuvo los más prestigiosos galardones individuales a nivel nacional, como el de Novato del año (2017), Mejor Jugador de la Temporada (2017, 2018 y 2019) y miembro del Quinteto Ideal (2018, 2019 y 2020). En su temporada de graduación, la 2019/20, promedió 24.2 puntos, 6.5 rebotes, 6.5 asistencias y 1.7 recuperaciones por encuentro. 
Fue elegido en el Draft de la liga profesional canadiense CEBL en 2020 en el puesto 6 de la primera ronda por los Hamilton Honey Badgers y en la temporada 2021 disputa dicha competición con los Ottawa Blackjacks, promediando 16,7 puntos, 4,1 asistencias y 5,1 rebotes.
En julio de 2021 firma con el Club Basquet Coruña, equipo de LEB Oro española, para disputar la temporada 2021-22.
Al término de su contrato, regresa a Canadá para jugar la Canadian Elite Basketball League con los Vancouver Bandits.
En la temporada 2022-23, firma por el Bayer Giants Leverkusen de la ProA, la segunda división del baloncesto alemán.
Al terminar la liga alemana, se compromete con los Ottawa Blackjacks para disputar la Canadian Elite Basketball League.
El 13 de julio de 2023, firma por el GTK Gliwice de la PLK, la primera división del baloncesto polaco.

### Selección nacional
En septiembre de 2022 disputó con el combinado absoluto canadiense el FIBA AmeriCup de 2022, finalizando en cuarta posición.